# Фарнеруд, Понтус
Понтус Фарнеруд (швед. Pontus Farnerud; 4 июня 1980, Хельсингборг, Швеция) — шведский футболист, полузащитник. Выступал за сборную Швеции.

## Биография
Первым профессиональным клубом была «Ландскруна», которая заняла в сезоне 1998 второе место в лиге Дивизион 1 Сёдра (в то время вторая по уровню лига чемпионата Швеции). После этого в 18-летнем возрасте перешёл в «Монако», где поначалу играл в команде B. Не сумев закрепиться в основном составе, был отдан в аренду на сезон в «Страсбур», с которым занял 13 место в Лиге 1. После ещё одного сезона в «Монако» перешёл в «Страсбур», а после того, как он занял 19 место в Лиге 1 и выбыл в Лигу 2, перешёл в португальский «Спортинг». Там он также не смог стать основным игроком и 22 июля 2008 подписал контракт со «Стабеком».. В 2012 перешёл в «Гётеборг».
Дебютировал в сборной Швеции 2 февраля 2002 года в товарищеском матче против Греции. Был включён в заявку на чемпионат мира 2002 и чемпионат Европы 2004, но на поле не выходил. Играл за сборную 5 июня 2004 против Польши.
Младший брат Александр также профессиональный футболист, выступающий за «Хеккен».

## Достижения
- Чемпион Франции (1): 1999/00
- Обладатель Суперкубка Франции (1): 2000
- Обладатель Кубка французской лиги (1): 2002/03
- Обладатель Кубка Португалии (1): 2006/07, 2007/08
- Обладатель Суперкубка Португалии (1): 2007
- Чемпион Норвегии (1): 2008
- Обладатель Кубка Швеции (1): 2012/13